# Nozomi Yamago
Nozomi Yamago (山郷 のぞみ, Yamagō Nozomi, Saitama, 16 januari 1975) is een Japans voormalig voetbalster.

## Carrière
Yamago speelde voor onder meer Urawa Reds (Saitama Reinas FC).
Zij nam met het Japans vrouwenvoetbalelftal deel aan de wereldkampioenschappen in 1999 en 2003 en daar stond zij in alle wedstrijden van Japan opgesteld. Japan werd uitgeschakeld in de groepsfase. Yamago nam met het Japans elftal deel aan de Olympische Zomerspelen in 2004 en daar werd Japan uitgeschakeld in de eerste knock-outronde. Daar stond zij in alle drie de wedstrijden van Japan opgesteld. Zij nam met het Japans elftal deel aan de wereldkampioenschappen in 2007, maar zij kwam tijdens dit toernooi niet in actie. Zij nam met het Japans deel aan de wereldkampioenschappen in 2011, maar zij kwam tijdens dit toernooi niet in actie.

## Statistieken
| Japans vrouwenvoetbalelftal | Japans vrouwenvoetbalelftal | Japans vrouwenvoetbalelftal |
| Jaar                        | Wed.                        | Dlp.                        |
| --------------------------- | --------------------------- | --------------------------- |
| 1997                        | 6                           | 0                           |
| 1998                        | 8                           | 0                           |
| 1999                        | 10                          | 0                           |
| 2000                        | 4                           | 0                           |
| 2001                        | 10                          | 0                           |
| 2002                        | 8                           | 0                           |
| 2003                        | 15                          | 0                           |
| 2004                        | 10                          | 0                           |
| 2005                        | 5                           | 0                           |
| 2006                        | 4                           | 0                           |
| 2007                        | 3                           | 0                           |
| 2008                        | 3                           | 0                           |
| 2009                        | 2                           | 0                           |
| 2010                        | 7                           | 0                           |
| 2011                        | 1                           | 0                           |
| Totaal                      | 96                          | 0                           |